# Bifora
|  | Per a altres significats, vegeu «Bífora». |

Bifora és un gènere de plantes de distribució cosmopolita dins la família de les apiàcies. Té 3 o 4 espècies. Als Països Catalans es presenten les espècies: Bifora testiculata i Bifora radians.

## Taxonomia
- Bifora americana
- Bifora radians
- Bifora testiculata